# Solanum storkii
Solanum storkii är en potatisväxtart som beskrevs av Conrad Vernon Morton och Paul Carpenter Standley. Solanum storkii ingår i släktet skattor som ingår i familjen potatisväxter. Inga underarter finns listade i Catalogue of Life.

## Bildgalleri

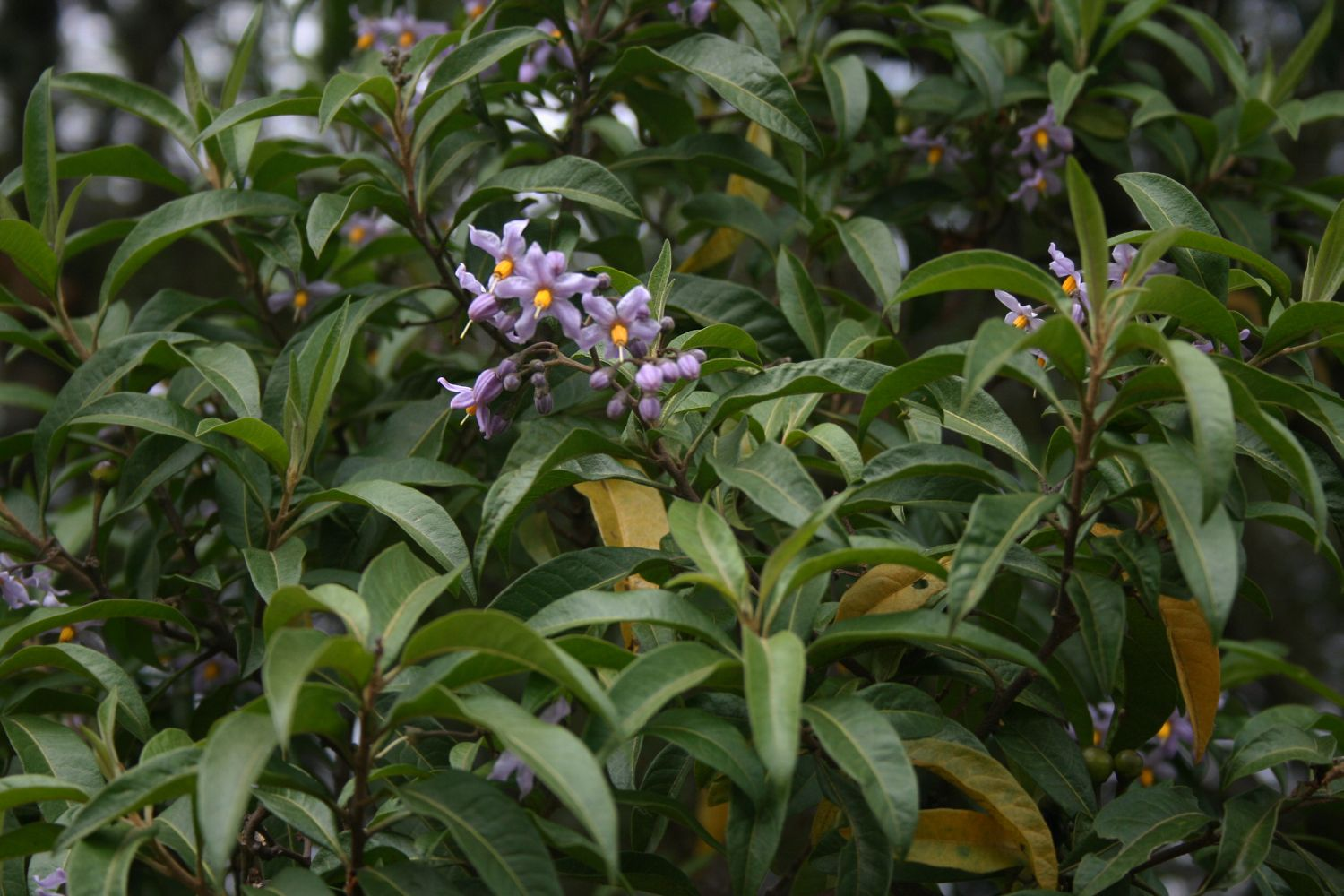
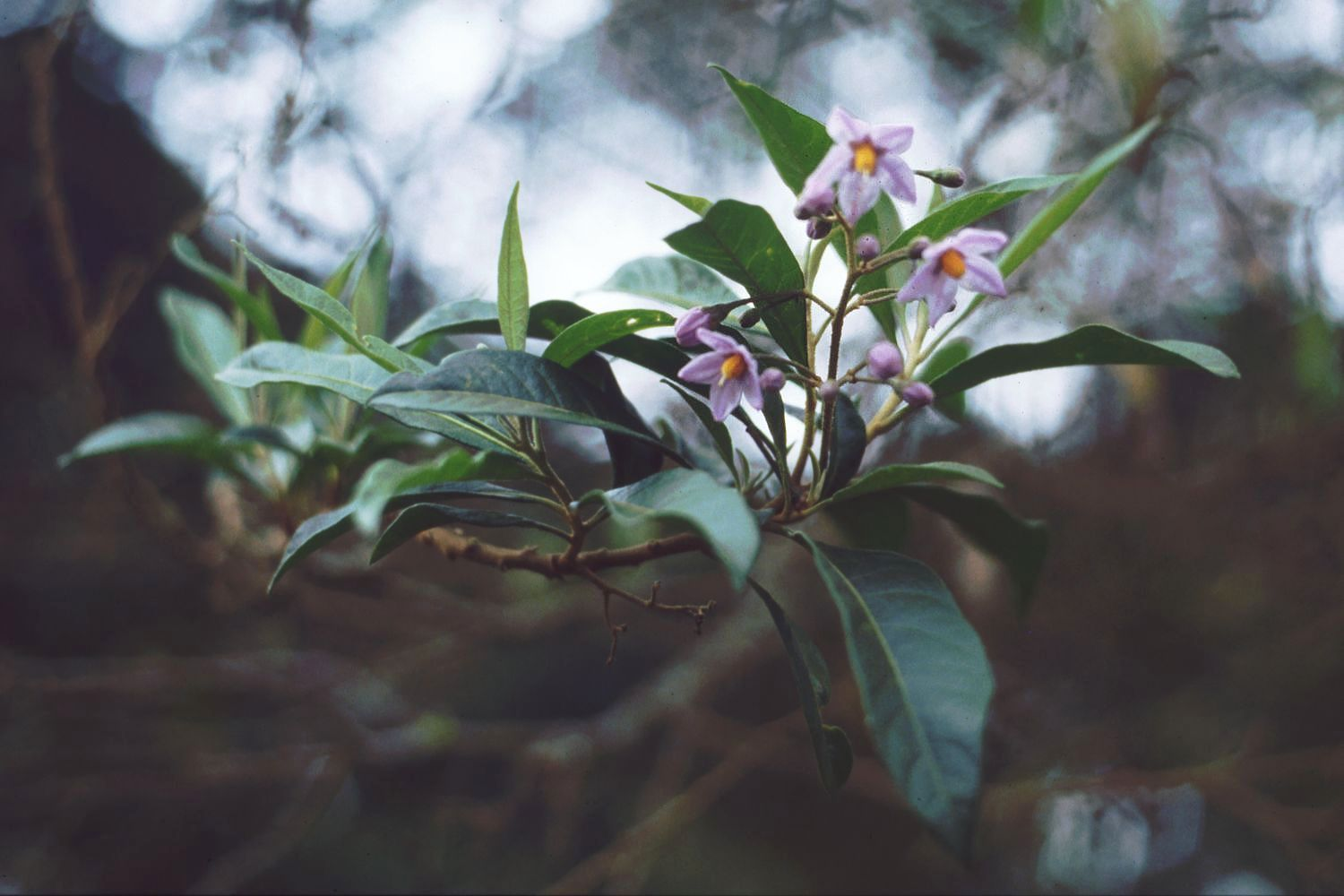